# فینال جام ملت‌های اروپا ۱۹۶۰
فینال جام ملت‌های اروپا ۱۹۶۰، رقابت پایانی جام ملت‌های اروپا ۱۹۶۰ است که مابین تیم ملی فوتبال شوروی و تیم ملی فوتبال یوگسلاوی در ورزشگاه پارک دو پرنس، پاریس برگزار شده‌است.
این مسابقه که در تاریخ ۱۰ ژوئیه ۱۹۶۰ انجام شده‌است٬ در وقت اضافه با نتیجه ۲ بر ۱ به سود تیم ملی فوتبال شوروی به پایان رسید.